# Mach
Mach (Ma) (udtales: [mæk], [mɑːk]) er en enhedsløs værdi, for relativ hastighed. Den er defineret som et legemes relative hastighed i et givet medium, divideret med lydens hastighed i pågældende medium.

## Definition
{\displaystyle \ M={\frac {v_{o}}{v_{s}}}}
hvor
{\displaystyle \ M} er mach-værdien (mach-hastigheden)
{\displaystyle \ v_{o}} er legemets relative hastighed
og
{\displaystyle \ v_{s}} er lydens udbredelseshastighed i pågældende medium
Mach-værdien er, så at sige, en faktor mellem objektets hastighed og lydenshastighed i et givet medium. Værdien er navngivet efter den østrigske fysiker og filosof Ernst Mach.

## Anvendelse
Anvendelse Mach-hastigheder er typisk i forbindelse med objekter med høje hastigheder. Dette kan f.eks. være væsker i rør, luft i vindtuneller og jagerfly.

## Den gængse omsætning
I mange tilfælde vil hastigheden for mach 1, være værdien 340,43 m/s (1225,5 km/h), der er lydens hastighed ved normalt lufttryk (1013,25 hpa), 15 °C og 0% relativ luftfugtighed. Mach 2 vil således være 680,9 m/s (2451,1 km/t) og mach 0,5 vil være 170,2 m/s (612,8 km/t).